# Libratie

Deze animatie laat het effect zien van libratie van de maan gedurende een maand. Ook zichtbaar zijn de schijngestalten, en het groter en kleiner lijken van de maan door de wisselende afstand tot de aarde.

Libratie is een term uit de astronomie (van het Latijnse werkwoord libro -are "balanceren"), waarmee een langzame schommeling (echt of schijnbaar) van een satelliet wordt aangeduid, zoals gezien vanaf het hemellichaam waar die satelliet omheen draait. Meestal wordt met de term de libratie van de maan bedoeld.
De rotatie van de maan om zijn as loopt synchroon met de rotatie van de maan om de aarde heen. De maan heeft dus steeds dezelfde kant naar de aarde gekeerd. De libratie zorgt dat een waarnemer op aarde verschillende delen van de maan kan zien op verschillende tijden. Als gevolg daarvan is 59% van het maanoppervlak zichtbaar vanaf de aarde.
Er is optische en fysieke libratie:
- Optische libratie:
  - Libratie in lengte is een gevolg van het feit dat de omloopbaan van de maan om de aarde niet helemaal rond maar enigszins elliptisch is. Het effect is "nee-schudden" van de maan, met een hoek van maximaal 7,9 graden. Als de maanbaan cirkelvormig zou zijn, dan was de hoeksnelheid van de maan ("graden per seconde") altijd hetzelfde. Vanwege de elliptische omloopbaan verandert de afstand tussen aarde en maan gedurende een omloop, en daarmee ook de hoeksnelheid (hoe groter de afstand, des te kleiner de hoeksnelheid). De draaisnelheid van de maan om haar eigen as blijft daarentegen constant. Bijgevolg draait de maan iets "te langzaam" als ze dichtbij staat, en iets "te snel" als ze ver weg staat van de aarde. Daardoor is het mogelijk beurtelings iets om de oostrand en iets om de westrand van de maan te kijken. De aantrekkingskrachten van de zon en planeten veroorzaken nog meer (maar veel kleinere) libratie-effecten.
  - Libratie in breedte  is een gevolg van de hoek die de rotatieas van de maan maakt met het rotatievlak van de maan om de aarde; deze hoek is niet helemaal recht. Dit is vergelijkbaar met de manier waarop de seizoenen op aarde worden veroorzaakt. Dit veroorzaakt "ja-knikken" met een hoek van maximaal 6,7 graden. Het is dan dus mogelijk over de polen heen te kijken.

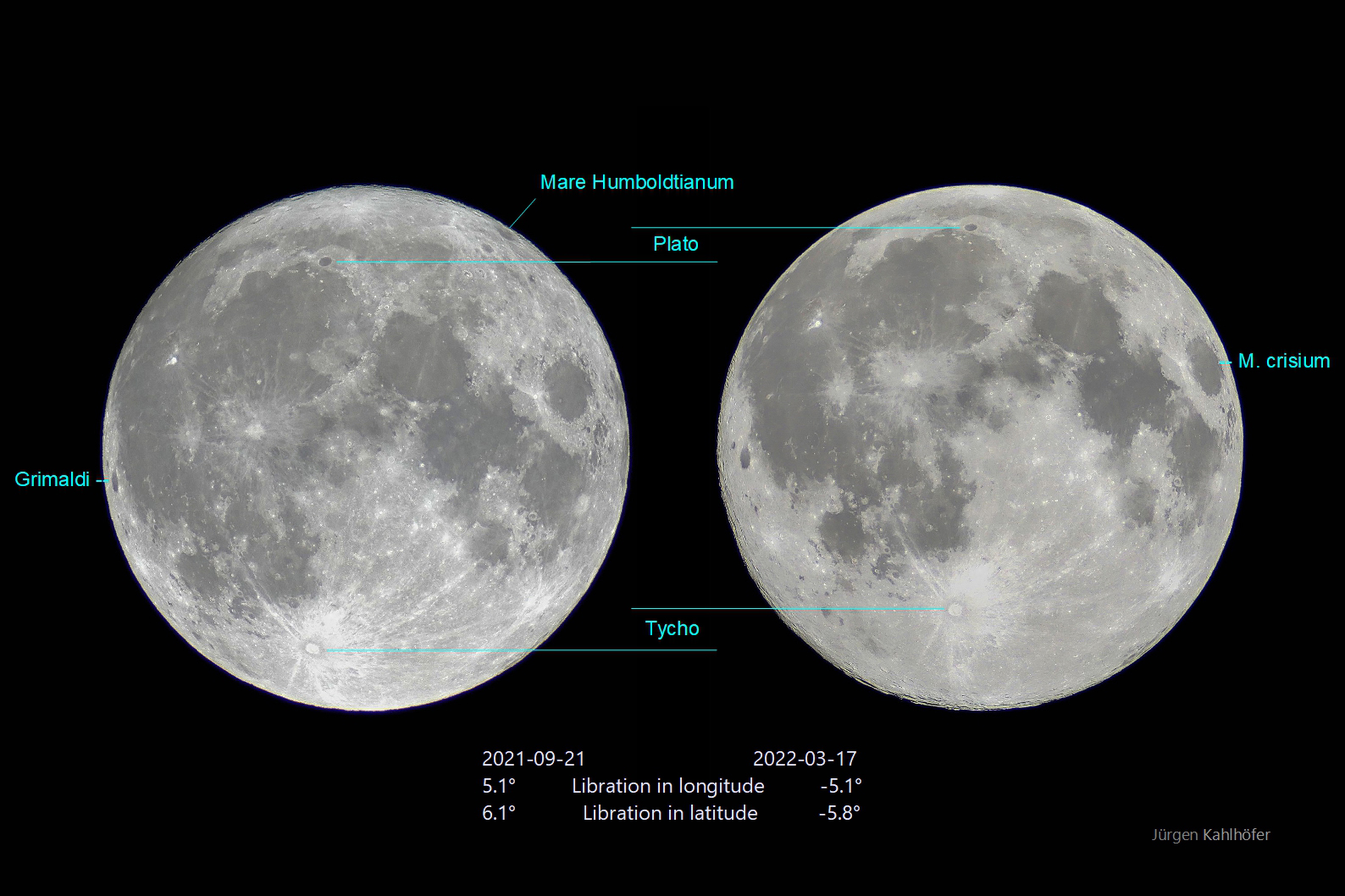
Volle maan bij tegengestelde libraties

  - Volle maan bij tegengestelde libratiesParallactische of dagelijkse libratie ontstaat door de aardrotatie en bedraagt ca. 1 graad. Tussen opkomst en ondergang van de maan draait de aarde ca. 180 graden om haar eigen as. Elk punt op het aardoppervlak verplaatst zich in die tijd maximaal 12756 km (de diameter van de aarde) t.o.v. de verbindingslijn tussen maan en aarde. Een waarnemer ziet de maan dus bij opkomst onder een andere hoek dan bij ondergang. Dit effect (ook weer "nee-schudden") is het grootst voor een waarnemer op de evenaar, is minder naarmate de afstand tot de evenaar groter is, en is geheel afwezig voor een waarnemer op de noord- of zuidpool.

- Fysieke libratie wordt veroorzaakt door de getijdenkrachten, waarmee de aardse aantrekkingskracht (de zwaartekracht) een daadwerkelijke lichte beweging van de maan teweegbrengt. Die is erg klein, nl. maximaal 0,04 graden.